# Biribu

Biribu est une revue de l'éditeur de petit format Aventures & Voyages qui a eu 21 numéros de septembre 1955 à juin 1957 (+2 reliures de 6 numéros, une de cinq et la dernière de 4). Concurrent des revues humoristiques comme Pépito et Pipo, Biribu opta même pour la coloration des pages intérieures en bichromie. Le succès ne fut pas au rendez-vous malgré les couvertures de Jean Cézard. La revue cessa sa parution et se transforma en Diavolo. 

## Insolites
- Les premiers fascicules portent septembre 1955 comme date de dépôt légal. En principe, cette date est celle de parution du n° 1, les autres vraies dates se dérivant de la périodicité mensuelle. La vraie date réapparaissant sur les derniers opus.

## Les Séries
- Bill et Boss (Héctor Oesterheld & Ferdinando Tacconi puis Ernesto Garcia Seijas) : N° 13 à 21.
- Biribu (Andrea Lavezzolo & Giuseppe Perego) : N° 1 à 20.
- Capitaine Crash O'Van (Enver Bongrani) : N° 1 à 9.
- Capt'ain Vir-de-Bor (Mario Fantoni) : N° 3 à 21.
- Gïo l'aventureux (Zanasi & Nino Scapinelli) : N° 1 à 11.
- L'Agence Flick contre Fantomuch (Christian Godard) : N° 1 à 12.
- Petite Flèche d'Or : N° 10
- Sergent Peter (Lina Buffolente) : N° 11 à 21.